# Кухарчук Петро Михайлович
Петро́ Миха́йлович Кухарчу́к (нар. 2 липня 1962, с. Студениця Житомирської області) — український письменник, педагог, професор, кандидат наук з державного управління, науковий кореспондент лабораторії управління освітніми закладами Інституту педагогіки НАПН України, член Національної Спілки письменників України, відомий під псевдонімом Ладо Орій.

## Життєпис
Народився 2 липня 1962 року в селі Студениця Коростишівського району. 
Закінчив Студеницьку середню школу (1979), Житомирський державний педагогічний інститут ім. І. Франка (нині Житомирський державний університет імені Івана Франка) (1984), Національну академію державного управління при Президентові України, здобув кваліфікацію магістр державного управління (2003).
У 2009 році став кандидатом наук з державного управління.
Працював у 2013-2018 роках на посаді професора кафедри суспільно-гуманітарних дисциплін Комунального закладу «Житомирський обласний інститут післядипломної педагогічної освіти» Житомирської обласної ради.
З 2018 року на посаді доцента кафедри публічного управління та адміністрування Комунального закладу вищої освіти «Вінницька академія безперервної освіти».
Автор понад 50 наукових праць.

## Громадська діяльність
У 2015 році став головою Відокремленого підрозділу Громадської організації «Всеукраїнська Асамблея докторів наук з державного управління» у Житомирській області.

## Творчість

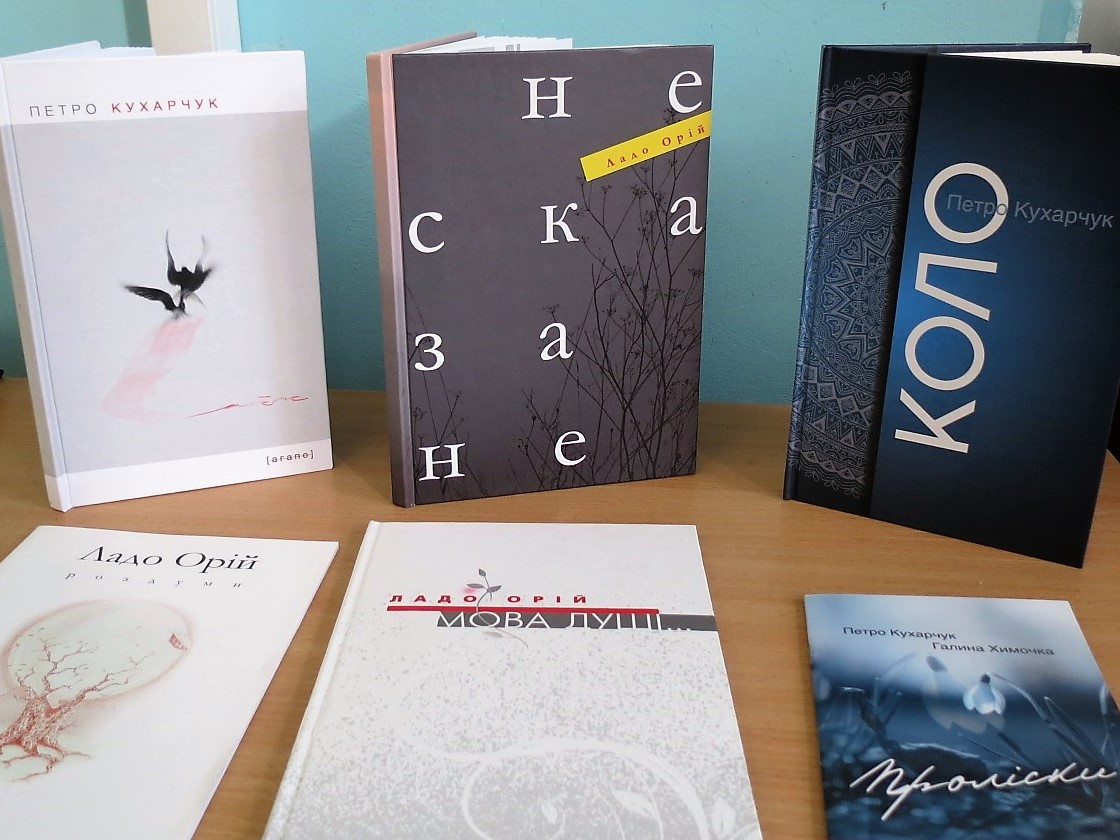
Книги Петра Кухарчука

Під псевдонімом Ладо Орій видав збірки
- «Роздуми»[6] (2013),
- «Несказане»[7] (2016),
- «Мова душі»[8] (2016)[3].

Ладо Орій висвітлює сприйняття та пізнавання об'єктивної дійсності, намагається зрозуміти емоційний стан сьогодення, можливо інтелектуальної ідентифікації особистністних почуттів з почуттями іншої людини, надання її діям суб'єктивної оцінки поетичними рядками.
Під своїм іменем видав збірки:
- «Коло»[9] (2017),
- «Проліски»[10] (2017),
- «Агапе»[11] (2019).

## Відзнаки
- Грамота відділу народної освіти Житомирського облвиконкому (1987)
- Почесна грамота Міністерства освіти Української РСР (1987)
- Грамота Житомирської обласної ради (2005)
- Почесна грамота комітету Житомирської обласної організації профспілки освіти і науки України (2011)
- Грамота управління освіти і науки Житомирської ОДА (2012 р.)
- Грамота Житомирського державного університету ім. Івана Франка (2012) Почесна грамота Національної служби посередництва і примирення (2015)
- Лауреат II Всеукраїнського літературного конкурсу ім. Леся Мартовича I ступеня номінація «ПРОЗА. ДОБІРКИ» (2016)
- Диплом за III місце за книгу «Несказане» на фестивалі «Книгофест» (м. Жовква, 2016)
- Диплом III ступеня у номінації переможця «Уроку прози» із званням «Доктор» на Всеукраїнському літературно-мистецькому святі «Просто на Покрову» (м. Коростень, 2016)
- Диплом щорічного обласного «Краща книга року» у номінації «Поезія року» за поетичну збірку «Несказане» (м. Житомир, 2016)
- Дипломант III Всеукраїнського літературного конкурсу ім. Леся Мартовича (м. Жовква, 2017)[12]
- Диплом за участь у першому Всеукраїнському поетичному стартапі «Дотиком душі» (м. Чернігів, 2017)
- Диплом за I місце за книгу «Коло» на фестивалі «КнигоФест» (м. Жовква, 2017)
- Лауреат Всеукраїнської літературно-мистецької премії імені В. Юхимовича (м. Коростень, 2017)[13]
- Диплом щорічного обласного конкурсу «Краща книга року» у номінації «Мистецтво друку» за збірку «Коло» (м. Житомир, 2017)
- Лауреат Всеукраїнської літературної премії імені Яра Славутича (м. Херсон, 2017)[14]
- Грамота за участь у Народному мистецько-історичному фестивалі «УКРАЇНСЬКІ ПЕРЕДЗВОНИ» до Дня Соборності України (м. Київ, 2018)
- Дипломат IV Всеукраїнського літературного конкурсу ім. Леся Мартовича (м. Жовква, 2018)
- Диплом за розвиток та популяризацію української пісенної культури і активну участь у фестивалі «Лютнева рапсодія — 2018» (м. Соснівка, 2018)
- Лауреат міжнародної літературно-мистецької премії імені Григорія Сковороди (2020)
- Лауреат літературно-мистецької премії імені Лесі Українки Житомирського обласного відділення Фонду культури (2021)[15]